# Frank Cochrane
Frank Cochrane (28 de agosto de 1882 – 21 de maio de 1962) foi um ator britânico de cinema e teatro.

## Filmografia selecionada
- Brigadier Gerard (1915)
- The Yellow Mask (1930)
- Chu Chin Chow (1934)
- McGlusky the Sea Rover (1935)
- Bulldog Drummond at Bay (1937)